# 法蘭克人
法蘭克人（拉丁語：或）原本是居住在下萊茵河附近、羅馬帝國晚期北部邊境的日耳曼民族，但他們在中世紀成功地擴大了自己的權力和影響力，直到 西歐的大部分人口，特別是法國境內或附近的人口，通常被稱為法蘭克人，例如在11世紀開始的十字軍東征期間，他們共同努力。 這種擴張的發生是因為在崩潰的西羅馬帝國內的羅馬化的法蘭克王朝首先成為盧瓦爾河和萊茵河之間整個地區的統治者，然後隨後對舊帝國內外的許多其他後羅馬王國施加了權力 。
儘管法蘭克這個名字直到公元3世紀才出現，但至少一些最初的法蘭克部落早已被羅馬人以自己的名字所熟知，這些部落既作為羅馬提供士兵的盟友，又作為敵人。 然而從一開始，法蘭克人也遭受來自邊境地區以外的攻擊，例如撒克遜人的攻擊，作為邊境部落，他們希望遷入與羅馬領土有數百年密切接觸的地區。 隨後居住在羅馬邊境萊茵河沿岸的法蘭克人經常被歷史學家分為兩類：西面的薩利安法蘭克人，通過萊茵河三角洲南下；西面的薩利安法蘭克人，他們通過萊茵河三角洲南下。 東部的里普里亞人或萊茵蘭法蘭克人最終征服了羅馬邊境城市科隆，並控制了該地區的下萊茵河左岸。
5世紀中葉，薩利安法蘭克人希爾德里克一世是羅馬高盧北部（大致相當於現代法國和低地國家）指揮不同民族羅馬軍隊的幾位軍事領導人之一。 他和他的兒子克洛維一世建立了墨洛溫王朝，該王朝在六世紀成功征服了高盧的大部分地區，並建立了對萊茵河邊境或其附近所有法蘭克王國的領導權。 該王朝隨後控制了現在德國西部和南部的大部分地區。 正是在墨洛溫王朝的基礎上建立了後來的加洛林王朝，最終在公元800年查理曼大帝被教皇加冕時被視為西歐的新皇帝。
870年，法蘭克王國永久劃分為西方和東方王國，分別是未來法蘭西王國（法國）和神聖羅馬帝國（德國）的前身。 這是一個西方王國，其居民最終被簡單地稱為“法國人”，使用現代詞語（法語：les français，德語：die Franzosen 等），這些詞最初指的是法蘭克人，但已成為獨特的現代概念 與法國這個民族國家有聯繫。 然而，在不同的歷史背景下，例如在中世紀十字軍東征期間，西歐鄰近地區的人民仍然被統稱為法蘭克人。

## 词源
- 一些历史学家认为公元前11世纪，日耳曼民族西坎布里人（英语：Sicambri）部落将其名字改为Franks。

## 语言
早期法兰克语已无确切证据可考，但在古法语和拉丁语中仍然留存着从法兰克语来的借词。

### 宗教
法蘭克人的國王克洛维一世娶了一位基督徒女子（勃艮第王国公主克洛蒂尔德）當妻子，并且第一次将势力长久渗入南高卢以及意大利。克洛维國王每一次打仗都發現他的妻子常常為他禱告祈求戰勝，某次激烈的戰爭中，看到十字架顯於天上，因此他發誓當他這次打勝，就皈依基督。法蘭克人放弃了尼西亚公会议后被斥为异端的亚流派，改信尼西亞基督教，因此與羅馬教廷相同。克洛维和他的三千名部屬在496年的聖誕節受洗。

### 引用
1. ↑  王鈞生，《基督簡史》，（台灣：宇柯文化出版有限公司，2012），p162-63